# Bokor (Nógrád)
Pour les articles homonymes, voir Bokor (homonymie).
Bokor est un village et une commune du comitat de Nógrád en Hongrie.